# San Rafael (Chile)
San Rafael – miasto w Chile, w regionie Maule, w prowincji Talca.